# جويل بينتو
جويل بينتو (بالإسبانية: Joel Pinto)‏ (5 يونيو 1980 بليما في بيرو - ) هو لاعب كرة قدم بيروفي في مركز حراسة المرمى. لعب مع أليانزا ليما وسبورت وانكايو وSport Coopsol Trujillo ‏ وديبورتيفو وانكا ونادي أياكوتشو وسيزار فاليجو ‏ وسبورت بويز.

## وصلات خارجية
- جويل بينتو على موقع قاعدة بيانات كرة القدم.إي يو (الإنجليزية)